# Branislav Trajković
Branislav Trajković, cyr. Бpaниcлaв Tpajкoвић (ur. 29 sierpnia 1989 roku w Odžaci) – serbski piłkarz występujący na pozycji obrońcy. Od 2015 zawodnik klubu Ordabasy Szymkent.